# سيد البحراوي
سيد البحراوي (9 يناير 1953 - 16 يونيو 2018) هو كاتب مصري.

## حياته ونشأته
السيد محمد السيد البحراوي، من مواليد 9 يناير 1953 بمحافظة المنوفية، وهو أستاذ الأدب العربي الحديث بكلية الآداب جامعة القاهرة، حصل "البحراوي" على ليسانس الآداب من قسم اللغة العربية كلية الآداب جامعة القاهرة سنة 1975، بتقدير جيد جدًا، وعين معيدًا بنفس القسم في سبتمبر سنة 1975، وحصل على درجة الماجستير من نفس الكلية سنة 1979 ببحث عنوانه "التجديد في موسيقى الشعر عند شعراء أبوللو"، عين مدرسًا مساعدًا بالكلية في نفس العام، كما حصل على درجة الدكتوراة من نفس الكلية سنة 1984 برسالة عن "البنية الإيقاعية في شعر السياب" نشرت سنة 1996 بدار نوارة بالقاهرة، ثم عين مدرسًا بكلية الآداب جامعة القاهرة سنة 1984،ناقد أديب وأستاذ جامعي، توفى في السادس عشر من يونيو عام 2018، عمل في جامعة ليون الثانية بفرنسا، وتولى الإشراف على عشرات الرسائل العلمية للحصول على درجتي الماجستير والدكتوراه في مصر والجزائر وفرنسا. شارك في كثير من المؤتمرات الدولية والعربية منذ عام 1979، ونُشرت مقالاته في مختلف الصحف المصرية والعربية والفرنسية، وكتب عنه مجموعة من الباحثين في كتاب صدر عن دار العين سنة 2010 بعنوان النقد والإبداع والواقع.. نموذج سيد البحراوى مع مقدمة للدكتور محمد مشبال . عمل سيد البحراوي أستاذًا للأدب العربي الحديث والنقد بجامعة القاهرة.
كما درس (علم الجمال الصوتي) بقسم الصوتيات بكلية الآداب جامعة الإسكندرية في العام الجامعي (1994 ـ 1995)، كما درس لطلبة الدراسات العليا بكلية الآداب جامعة حلوان عام (1995 ـ 1996)، وفى جامعة ليون الثانية بفرنسا عام 1997.

## مسيرته
- قضى مهمة علمية لمدة عام في فرنسا (1984 ـ 1985) على نفقة الدولة المصرية.
- ترقى إلى درجة أستاذ مساعد بتاريخ 22 / 1992،  ثم إلى درجة أستاذ بكلية الآداب جامعة القاهرة سنة 1994، و
- تولى رئاسة مجلس القسم عامى 2003-2004 .
- عمل في التدريس بجامعة القاهرة كلية الآداب، وكلية الإعلام، وفرع الجامعة بالخرطوم، وبالدورة المكثفة التي عقدت للغويات بجامعة الإسكندرية في العام الجامعي 1984.
- شارك الدكتور السيد البحراوي في الإشراف على مجلد الفنون والآداب من المسح الاجتماعي الشامل للمجتمع المصري الذي أعد للمركز القومي للعلوم الاجتماعية والجنائية وصدر سنة 1985، و
- كذلك المشاركة في الإشراف على رسائل الماجستير والدكتوراة بقسم اللغة العربية وأقسام اللغات الإنجليزية والفرنسية والألمانية بآداب القاهرة، وبقسم اللغة العربية آداب بني سويف والعديد من الجامعات الجزائرية، والتحكيم للنشر في الدوريات العلمية للجامعات المصرية والأردنية والكويتية والعراقية والسعودية.
- أشرف على عدد من ورش النقد مثل مكتبة الإسكندرية، ومكتبة كتب خان، بالإضافة إلى الإشراف على ورشة القصة القصيرة بموقع بص وطل الإليكتروني، الإشراف على ورشة الإبداع بمركز البحوث العربية والإفريقية .
- عمل في التحكيم بالمسابقات الأدبية لصحيفة الأخبار وساقية الصاوي ومجلة العربي الكويتية وهيئة قصور الثقافة ومركز طلعت حرب الثقافي، والإشراف على ورشة الترجمة من الفرنية الى العربية بمدينة "آرل" الفرنسية 2003، والاشتراك في ندوات معرض الكتاب السنوي، وندوات الهيئة العامة للكتاب في شهر رمضان من كل عام.

## مشاركات
للدكتور السيد البحراوي باع طويل في المشاركات المحلية والدولية في الندوات والمؤتمرات العلمية والأدبية، أبرزها:
- مؤتمر طه بآداب القاهرة 1982 وقدم بحثًا بعنوان "موسيقى الشعر في مفهوم طه حسين النقدي"، و
- مؤتمر طه حسين بالمنيا 1983 وقدم بحثًا بعنوان "دلالات النهايات في قصص يحيى الطاهر عبد الله القصيرة"، كما
- شارك بملتقى القصة العربية القصيرة بمكناس المغرب 1983 وقدم بحثًا عن "يحيى الطاهر عبد الله كاتب القصة القصيرة"، ومؤتمر الجمعية الدولية للأدب المقارن الحادي عشر بباريس 1985 وقدم بحثًا بعنوان "التضمين في العروض والشعر العربي".
- شارك بالمؤتمر الثاني للجمعية العربية للأدب المقارن بدمشق في يوليو 1986 وقدم بحثًا بعنوان "نحو علم للعروض المقارن"، وملتقى جدوى الأدب في عالمنا اليوم بجامعة باتنه بالجزائر 1986 وقدم بحثًا بعنوان "الشكل التابع كمعوق لوظيفة الأدب"، وشارك بملتقى الأدب والثورة بسكيكده بالجزائر 1987 وقدم بحثًا بعنوان "أزمة الأدب الثوري في الوطن العربي"، وكذلك مؤتمر معهد الدراسات الإحصائية بالقاهرة 1987 وقدم بحثًا عن "الأنتروبيا في إيقاع العربية المعاصرة".
- شارك بمؤتمر أدباء مصر بالأقاليم الذي عقدته الثقافة الجماهيرية بمدينة دمياط 1988 وقدم بحثًا بعنوان "مستقبل العلاقة بين الأدب والجمهور"، وكذلك شارك بـ "العقاد رائدًا للتنوير" الثقافة الجماهيرية، أسوان، يناير 1990، و"نجيب محفوظ والرواية العربية" كلية الآداب جامعة القاهرة، مارس 1990، وشارك بمهرجان المربد بالأردن أغسطس 1995، بحث عن الحداثة العربية في شعر أمل دنقل.
- شارك في إصدار المجلات الأدبية ومنها "مجلة خطوة غير الدورية 1980 ـ 1985، ومجلة أدب ونقد، ومجلة المواجهة غير الدورية، ومجلة البديل غير الدورية"، والحوارات النقدية في المجلات الأدبية العربية.
- زار تشيكوسلوفاكيا في إطار اتفاقية التبادل العلمي في شتاء 1992، وإلقاء محاضرة في جامعة براغ المركزية عن "الرواية العربية المعاصرة"، والإعداد لاتفاقية تبادل علمي بين كليتي الآداب بجامعتي القاهرة وبراغ.[4]

## أعمال نقدية
في البحث عن لؤلؤة المستحيل، ط1 دار الفكر الجديد، بيروت، 1988، ط2 دار شرقيات للنشر وا التوزيع, 1997.
البحث عن المنهج في النقد العربي الحديث، دار شرقيات للنشر والتوزيع، القاهرة، 1993.
محتوى الشكل في الرواية العربية، الهيئة المصرية العامة للكتاب، القاهرة، 1996.
الحداثة التابعة في الثقافة المصرية، ط1 ميريت للنشر والمعلومات، 1999، ط2 الدار للنشر والتوزيع، القاهرة، 2008.
الأنواع النثرية في الأدب العربي المعاصر، مكتبة الأنجلو المصرية، القاهرة، 2003.
في نظرية الأدب "محتوى الشكل مساهمة عربية"، الهيئة المصرية العامة للكتاب، القاهرة، 2008.
الإيقاع في شعر السياب، الهيئة المصرية العامة للكتاب، القاهرة، 2011.

## أعمال إبداعية
ليل مدريد، دار المدى للطباعة والنشر والتوزيع، 2002.
طرق متقاطعة، دار شرقيات للنشر والتوزيع، القاهرة، 2005.
هضاب ووديان، آفاق للنشر والتوزيع، القاهرة، 2006.
شجرة أمي، آفاق للنشر والتوزيع، القاهرة، 2007.

## وصلات خارجية
سيد البحراوي.. الإعلام العربي يهمش الذين أحيوا لغتنا وتراثها
سيد البحراوي: النقد طاقة مبدعة في اتجاه العلم
في «شجرة أمي» للدكتور سيد البحراوي: البوح يفجر إبداعاً ويثير شجوناً
دراسة مغربية عن الناقد المصري سيد البحراوي
د. سيد البحراوى: مندور وطه حسين والعقاد لم يضيفوا أى شئ للنقد